# Cacocharis albimacula
Cacocharis albimacula är en fjärilsart som beskrevs av Walsingham 1892. Cacocharis albimacula ingår i släktet Cacocharis och familjen vecklare. Inga underarter finns listade i Catalogue of Life.